# Ширази, Мухаммад
Вели́кий аятолла́ Сейи́д Муха́ммад Хусейни Ширази (1928, Ан-Наджаф, Королевство Ирак — 17 декабря 2001, Кум, Иран) — мусульманский богослов и общественный деятель, оставивший после себя свыше тысячи томов книг. Известен своей приверженностью идеям ненасилия, свободы и мира.

## Биография и образование
Мухаммад Ширази родился в Ан-Наджафе (Ирак) в 1928 году во влиятельнейшем семействе мусульманских ученых. Его первым учителем стал отец — великий аятолла Мирза Махди Ширази. Незаурядные способности позволили ему в возрасте двадцати пяти лет стать муджтахидом (ученым, практикующим иджтихад), а спустя восемь лет — в тридцати три года — великим аятоллой. Из-за активной общественной позиции он рано вошёл в конфликт с правящей тогда в Ираке партией БААС и вынужден был переселиться сперва в Кувейт, а затем в Иран.
Однако в Иране Ширази быстро стал одним из основных врагов аятоллы Хомейни и его сторонников, которые не без оснований видели в нём опасность для своей власти. Это привело к заключению Мухаммада Ширази под стражу, запрету преподаванию и репрессиям против множества его последователей и родственников.
В своих мемуарах, озаглавленных «Поиски полутора столетий», Ширази писал:

«И в Иране я оказался заключенным в тюрьму в своем доме, и случилось со мной, что случилось. Если бы я захотел написать о своих страданиях, это стало бы книгой, не менее чем с пятью сотнями страниц. И они не удовлетворились тем, что сделали со мной, и арестовали двух мои сыновей — Сейида Муртазу и Сейида Махди, и арестовали множество моих родственников и друзей, и принудили множество из них к ссылке. Они также запретили большому числу ученых и студентов посещение моих лекций, и заставили людей в наших институтах держаться в стороне, после того как они выгнали многих. Двух других моих сыновей они заставили эмигрировать, одного в Кувейт и другого в Сирию».

Мухаммад Ширази умер при подозрительных обстоятельствах 17 декабря 2001 года. По одной из версий — он был отравлен. Похороны ученого были омрачены нападением иранских солдат на траурную колонну и похищением тела Ширази.

## Научный статус
Мухаммад Ширази был признан множеством богословов крупнейшим шиитским ученым своего времени, среди засвидетельствовавших его статус — великий аятолла Мухаккик Сейид Фатими Абхари, великий аятолла Сейид Абдуллах Шабестари, великий аятолла Сейид Ахтар Аббас Наджафи и множество других мусульманских деятелей. Также, в 1994 году ученые хавзы аз-Зейнабийа (одного из ведущих исламских университетов мира, расположенного в Дамаске) издали заявление, в котором говорилось:

«Великий аятолла Имам Сейид Мухаммад Ширази, да продлит Аллах его жизнь, соответствует всем критериям марджа таклида, и кроме того, он наиболее опытный среди фукаха, и он наиболее подходящий для того, чтобы в настоящее время вести шиитскую Умму. На основе нашей обязанности перед Аллахом, мы объявляем это верующим. Да защитит Аллах его святейшество и принесёт пользу исламу и мусульманам его существованием».

## Общественная деятельность
Несмотря на преследования, Мухаммад Ширази до конца жизни оставался одним из наиболее влиятельных мусульманских деятелей. Под его руководством функционировали сотни образовательных, культурных и благотворительных заведений, как в мусульманских странах, так и на Западе. После смерти Мухаммада Ширази большинство этих структур возглавил его брат — Садик Ширази.

## Идеи и наследие
Ширази внес огромный вклад в исламские науки и мировую мысль. Базовые принципы его философии включают, такие положения как мир в каждом аспекте, ненасилие во всех типах отношений, свобода самовыражения, убеждений и т.д, плюрализм политических партий, совещательная система власти, свобода от всех искусственных законов и ограничений.
Общее число его произведений превышает тысячу, среди которых книги, посвященные теологии, экзегетике, юриспруденции, философии, мистике, логике, экономике, политике, социологии, медицине, астрономии, математике, географии и психологии. Некоторые из его произведений:
1. Серия «аль-Фикх» — 150 томов
2. Рассказы Истины (истории о пророках и посланниках) — 50 томов
3. Тафсир (толкование Корана) — 30 томов
4. Исследование науки о принципах юриспруденции — 5 томов
5. Красноречие — 3 тома (семантика, красноречие и риторика)
6. Атлас исламского мира
7. Аспекты исламской цивилизации
8. Аскетизм
9. Экономика для всех
10. История Османской империи — 4 тома
11. Шедевр шедевров
12. Болезни и симптомы: причины, профилактика и лечение
13. И впервые в истории… — 2 тома
14. Дискуссия с экзистенциалистами
15. Запад меняется
16. Толкование снов
17. Новый порядок для мира веры, свободы процветания и спокойствия
18. Комментарий на стихи Сабзевари — 2 тома (логика и философия)
19. В моей стране, в моей стране
20. Что случится, когда кончится нефть
21. Энциклопедия исламской юриспруденции — 15 томов
22. Кризисы и их решение
23. Очищение души
24. Три миллиарда книг
25. Капли и зерна
26. Печальная душа
27. Путь прогресса
28. Сподвижник уединения